# 교황 니콜라오 2세
교황 니콜라오 2세(라틴어: Nicolaus PP. II, 이탈리아어: Papa Niccolò II)는 제155대 교황(재위: 1058년 12월 6일 - 1061년 7월 27일)이다. 본명은 제라르 드 부르고뉴(프랑스어: Gerard de Bourgogne)이다. 1059년 교황 선출방식을 추기경단에 일임하는 개혁을 과감하게 단행한 것이 가장 큰 업적이다. 기존에는 성직자와 로마 귀족들에게 신임 교황 선출권이 있었고 실질적으로는 지난 약 200여 년간 많은 경우에 황제가 임명권을 행사하기도 했다.
개혁파 성직자들은 지난 세월 교회가 심하게 타락하고 부패하게 된 근본원인이 잘못된 교황 선거방식과 세속권력에 의해 오남용되었던 성직자 서임권 때문이었다고 판단하였다. 지난 1046년에 황제 하인리히 3세의 개입으로 교회가 많이 정화되기는 했으나 세속 권력의 부당한 간섭이라는 부작용이 발생하였으며 교황권이 크게 실추되며 황제의 권력에 종속되는 폐해가 있었다.
교황선거법 개혁의 가장 큰 목적은 부패한 교회를 개혁하고 세속 권력에 의해 자행되었던 부당한 교회 간섭을 차단하기 위한 조치였다. 1056년에 황제 하인리히 3세가 갑자기 사망하고 6살에 어린 하인리히 4세가 등극하자, 황제한테서 교회가 독립하기 위한 좋은 기회로 판단하였고 힐데브란트와 훔베르트 등 개혁파 성직자들의 주도하에 여러 가지 개혁을 추진하였다. 이런 개혁들로 인해 향후 교황의 권력이 크게 상승하는 토대가 되었다.
개혁에 대한 반발에 대비하여 노르만족과의 관계를 개선하여 비호세력으로 삼았고 밀라노의 개혁세력과도 동조하여 밀라노 교구를 로마 교황청에 종속시켰다. 이 조치를 통해 신성 로마 제국과 동로마 제국으로부터 교황령이 독립적인 위치를 점할 수 있게 되었으며 추기경들의 위상이 상승하는 계기가 되었다.

## 교황 선출
제라르 드 부르고뉴는 990년과 995년 사이에 부르고뉴에서 사보이 귀족 집안에서 태어났다. 1045년에 그는 피렌체의 주교로 서임되어 착좌하였다. 1058년 3월 피렌체를 방문중이던 교황 스테파노 9세가 선종하자 투스쿨룸 백작의 주도로 로마의 일부 귀족들이 1058년 벨레트리의 주교 요한을 교황으로 선출하였다. 요한 주교는 스스로 교황 베네딕토 10세라고 지칭하였다.
그러나 대다수 추기경들은 그를 교황으로 인정하지 않았다. 그에게 던져진 표가 뇌물로 매수당한 것으로 보았기 때문이다. 또 다른 이유는 이미 중병을 앓고 있었던 전임 스테파노 9세 교황이 피렌체로 떠나기 전에 성직자와 민중에게 독일 궁정에 간 힐데브란트가 돌아오기 전까지 신임 교황을 선출하지 않겠다고 서약을 받아 두었는데 이를 어겼기 때문이다.
결국 이들 추기경들은 강제로 로마에서 추방당하고 말았다. 훗날 교황 그레고리오 7세가 되는 힐데브란도는 베네딕토 10세의 선출 소식을 듣고 반발하여, 제라르 드 부르고뉴가 새 교황으로 선출되는 것을 지지하였다. 1058년 12월 추기경들은 시에나에 모여 베네딕토 10세의 선출을 불인정하기로 의견을 모으고, 제라르를 새 교황으로 선출하였다. 교황으로 선출된 제라르는 니콜라오 2세로 명명되었다. 교황은 삼층관인 티아라의 전신인 카멜라우쿰을 쓰고 교황좌에 등극하였다. 이는 역사 이래 처음 있는 일이었다.
니콜라오 2세는 로마로 가던 길에 수트리에서 시노드를 소집하여, 베네딕토 10세를 대립교황으로 선언하는 동시에 파문한다고 발표하였다. 니콜라오 2세는 고드푸르아 공작이 이끄는 군인들과 함께 로마로 진입하여 시가전을 벌인 끝에 로마를 장악하였다. 대립교황 베네딕토 10세는 황급히 로마를 떠나 갈레리아의 제라르드가 있는 성으로 달아났다.

## 교황 선출법 개혁
1059년 4월 13일, 예수 부활 대축일에 라테라노에서 소집된 시노드에서 니콜라오 2세는 칙서 《주님의 이름으로》(In nomine Domini)를 공표하여 개혁조치를 단행하였다. 개혁의 가장 핵심적인 사항은 성직자와 평신도(로마 귀족, 황제)들이 가지고 있었던 교황선출권을 원로 성직자인 추기경들에게만 부여하는 조치였다. 다른 성직자는 추기경의 선정과 동의가 있어야만 참여 할 수 있었으며, 신성 로마 제국의 황제는 추기경들이 선출한 교황을 승인하는 권리만을 가지게 하였다.
칙령으로 선포된 교황 선거 방식의 개혁은 교회의 입장에서 볼 때 사실상 독립 선언이나 다름 없었다. 이전까지만 해도 신임 교황 선출권은 로마 귀족들과 성직자들에게 있었다. 실질적으로는 성직자들 보다는 로마의 유력 귀족들이나 특히 신성 로마 제국의 황제의 입김에 많이 좌우되곤 했다.
대립교황 베네딕토 10세와의 투쟁경험은 이러한 상황을 타개하기 위해서 교황 선거 방식의 개혁이 필요하다고 절감하게 만들었고 개혁의 직접적인 계기가 되었다. 이외에도 여러 개혁 조치가 함께 추진되었다. 교황 선출에 관한 개혁 법령은 1061년 공석이 된 교황을 선출할 때부터 실행에 옮겼다. 또한 황제와 로마 귀족들의 반발에 대비하여 남부 이탈리아의 신생세력인 노르만족과의 관계를 개선하여 교회의 비호세력으로 만들었고 북부 이탈리아의 가장 큰 교구인 밀라노를 종속시켰다.
본래 추기경은 로마교회의 교구 사제에게 명목상 부여되었던 직급이었는데 이번 개혁으로 교황 선거인단이 된 추기경들은 책임과 권한이 강화되어 권위가 상승하는 계기가 되었다.

## 노르만족과의 관계
니콜라오 2세는 노르만족과 관계를 개선했다. 자신의 지위를 확고히 하고 과감한 개혁이 격렬한 반발에 부딪칠 경우를 대비한 조치였다. 또한 이슬람교도들에게 정복당한 시칠리아를 탈환하기를 바랐던 그의 눈에는 노르만족이 이를 실천하기에 알맞은 세력으로 비춰졌다. 당시 노르만족은 이탈리아 남부를 완전히 자신들의 세력권 아래 편입한 상황이었다. 1059년 8월, 멜피에서 로마와 노르만족 사이에 새로운 동맹이 맺어졌다.
니콜라오 2세는 힐데브란도와 훔베르트 추기경, 몬테카시노 수도원의 아빠스 데시데리우스를 대동하고, 로베르 기스카르를 풀리아와 칼라브리아, 시칠리아의 공작으로 책봉하는 장엄한 예식을 주재하였다. 그리고 아베르사의 리샤르는 카푸아의 공작에 책봉하였다. 이를 통해 니콜라오 2세는 노르만족 지도자들로부터 앞으로 교회에 충성을 바치며 보호하겠다는 맹세를 받아냈다.
니콜라오 2세는 노르만족의 지원을 받아 대립교황 베네딕토 10세와 그의 지지 세력들을 소탕하기 위해 전투를 벌였다. 첫 번째 전투는 1059년 캄파냐에 일어났는데, 이 전투에서 니콜라오 2세는 온전한 승리를 거두지는 못하였다. 하지만 같은 해 하반기에 니콜라오 2세의 군대는 프라에네스테와 투스쿨룸, 누멘타눔을 정복했다. 1059년 가을에 갈레리아를 정복하여 초토화 시킨후 베네딕토 10세를 체포하여 사제직을 박탈하고 투옥시켰다.
이로써 위조 문서인 '콘스탄티누스의 기증장' 밖에는 변변한 기반이 없었던 니콜라오 2세는 더 이상 교황이 로마인 귀족들의 권세에 휘둘리지 않아도 되었다. 그리고 이는 교황권이 신성 로마 제국과 동로마 제국 등 두 제국으로부터 독립적인 위치를 점하게 되는 계기가 되었다.

## 밀라노의 종속
밀라노에서는 파타리노(patarino) 운동이라 불리는 민중 종교 개혁 운동이 벌어졌다. 파타리노 운동이란 타락한 대주교와 성직자들을 비판하고 성직자들이 첩을 두거나 결혼하는 것을 허용했던 당시의 교회 제도에 반대하여 1058년경 기술자, 상인, 농민들과 같은 평신도들이 밀라노의 파타리노에서 일으킨 종교개혁 운동이다. 이들은 평신도와 성직자에 의해서 선출되고 교황에게 인준되는 방식 이외의 주교 임명에 대해서도 반대하였으며 매우 과격하고 혁명적 요소를 포함하고 있었다. 교황은 이들을 지지하고 부추겨서 황제가 임명한 주교에 대해 반란을 일으키게 했다.
교황은 베드로 다미아노와 루카의 안셀모 주교를 교황 사절로 밀라노에 파견하였다. 걷잡을 수 없을 정도로 운동이 확산되자, 당시 밀라노 대교구장이었던 위도 대주교는 교황 사절들이 앞으로 밀라노 대교구는 로마 교구에 예속된다는 내용이 포함된 조건을 제시하자 무조건 따를 수밖에 없었다. 로마와 밀라노 간의 새로운 관계는 1059년 4월 위도 대주교를 포함한 밀라노 대교구 소속 주교들이 라테라노 궁전으로 소환되어 의도치 않게 교회회의에 참석함으로써 세간에 널리 알려지게 되었다.
이 교회회의에서는 성직매매와 성직자들의 혼인을 금지할 뿐만 아니라 주교좌 성당 소속 사제들의 공동 생활을 복구시키고 교회 재산 관리를 쇄신시켜 남용과 부당한 양도를 금지하는 등 사제들의 규율을 더욱 강화하여 힐데브란트(훗날 교황 그레고리오 7세)가 주장한 개혁을 이어갔고, 혼인법을 개정하여 혼인 유효와 무효, 친족 혼인 조당 등을 결정했으며, 훗날 교황직의 역사에 신기원을 여는 차기 교황 선거에 대한 법령이 통과되었다.

## 같이 보기
- 콘스탄틴 기증장
- 콘클라베
- 추기경